# لويس أنطوان أوغسطين بافي
لويس أنطوان أوغسطين بافي (بالفرنسية: Louis-Antoine-Augustin Pavy)، (ولد بفرنسا في 18 مارس  1805،توفي بالجزائر في 16 نوفمبر 1866).كان الأسقف الثاني للكنيسة الرومانية الكاثوليكية في الجزائر في الفترة مابين 1846 إلى 1866.